# Pleurotomella herminea
Pleurotomella herminea é uma espécie de gastrópode do gênero Pleurotomella, pertencente a família Raphitomidae.